# BEAM
『BEAM』（ビーム）は、2007年12月5日に発売されたMEGの4枚目のアルバムである。

## 概要
- ユニバーサルミュージック移籍第1弾アルバムである。
- 初めにcapsuleの中田ヤスタカが全面サウンドプロデュースを担当し、彼による初のプロデュース作品「甘い贅沢」、「OK」、そしてボーナストラックとしてリミックス2曲を含む全10曲を収録されている。
- 5曲目の「dreamin dreamin」以外の全曲でMEG本人が作詞を手がけている。
- 初回盤はデジパック仕様で特製ステッカー付き。

## 収録曲
全曲作詞：MEG（5曲目以外） / 作曲（6、8曲目以外）・編曲：中田ヤスタカ
1. 甘い贅沢
  - 8thシングル。アルバムにタイトルが日本語の曲のひとつ。
2. IN YOUR EYES
3. GIRLY STEP
4. LOVE LETTER
5. dreamin dreamin
  - 作詞：中田ヤスタカ
  - capsuleのカヴァー曲。原曲はアルバム「FRUITS CLiPPER」に収録。
6. OK
  - 作曲：蔦谷好位置
  - 日本テレビ系「ロンQ!ハイランド」エンディング・テーマ
  - 日本テレビ系「カイブツ」エンディング・テーマ
  - 9thシングルで、ユニバーサルミュージック移籍第1弾シングル。
7. MODEL
  - 歌詞がすべて英語となっている。
8. ROMANTIKA
  - 作曲：nishi-ken
9. LOVE LETTER <ajapai remix>
10. GIRLY STEP <CLAZZIQUAI PROJECT remix>